# Klengel (Serba)
Klengel ist ein Ortsteil der Gemeinde Serba im Osten des thüringischen Saale-Holzland-Kreises.

## Lage
Klengel befindet sich am nördlichen Rande des Thüringer Holzlandes. In unmittelbarer Nähe liegt die Kreisstadt Eisenberg und das Autobahnkreuz Hermsdorfer Kreuz.

## Geschichte
Urkundlich erwähnt wurde Klengel erstmals 1258 mit dem älteren Namen Klingel, später gab es einen Vokaltausch, wobei der Ortsname Klengel entstand. Im Ort befand sich ein als Herrschaftsgut bezeichnetes Anwesen mit einigen Bildnissen der Herrn von Stotternheim. Klengel gehörte zum wettinischen Kreisamt Eisenberg, welches aufgrund mehrerer Teilungen im Lauf seines Bestehens unter der Hoheit verschiedener Ernestinischer Herzogtümer stand. 1826 kam der Ort mit dem Südteil des Kreisamts Eisenberg und der Stadt Eisenberg vom Herzogtum Sachsen-Gotha-Altenburg zum Herzogtum Sachsen-Altenburg. Ab 1920 gehörte er zum Freistaat Thüringen.
Das Dorf ist heute nach dem Verwaltungsort Serba der zweitgrößte der Gemeinde mit ca. 200 Bewohnern.

## Kultur und Sehenswürdigkeiten
Im Dorf gibt es einen Heimatverein, Frauengruppen, Sportvereine und einen Spielmannszug. Fußball wird auf dem Klengler Schwemmberg gespielt, welcher  Ende des 19. Jahrhunderts entstand.
In Klengel produziert die Firma EWU-Wurstwaren und vertreibt Soljanka bis in die USA.